# Batalha de Visby
A Batalha de Visby foi travada em 1361 perto da cidade de Visby, na ilha de Gotlândia, entre as forças do rei dinamarquês e os camponeses do país gútnico. A força dinamarquesa foi vitoriosa.

## Contexto
em 22 de julho de 1361, o rei Valdemar IV da Dinamarca (Valdemar Atterdag) enviou um exército para a costa oeste de Gotlândia. Os Gutes de Gotlândia pagavam impostos e eram uma parte semi-independente da Suécia sob o rei Magnus IV da Suécia, embora a população de Visby fosse diversa e incluísse pessoas de ascendência rutena, dinamarqueses e alemães. Em 1280, a cidade de Visby juntou-se à aliança Wendish City junto com Riga, Lübeck, Tallinn e outros grandes centros populacionais do norte da Europa, separando ainda mais Visby do interior de Gutnish. O antagonismo entre os moradores da cidade e os proprietários rurais gútneses aumentou; os últimos foram derrotados em batalha em 1288, apesar da ajuda de cavaleiros da Estônia.

## Forças
A força dinamarquesa era comandada por Valdemar IV da Dinamarca, e composta por soldados dinamarqueses e alemães, muitos deles mercenários da costa báltica da Alemanha, com experiência recente nas várias rixas e guerras entre os estados alemães e escandinavos. Esses homens usavam o que era conhecido como armadura de transição, com placas de ferro ou aço sobre áreas vitais e juntas sobre uma cota de malha completa. Os Gutes eram comandados por um líder desconhecido, provavelmente um nobre menor com experiência militar, e a força composta principalmente por outros nobres menores, seus séquitos e homens livres. Os homens livres comuns parecem ter usado proteção limitada, mas ainda eficaz, com muitos esqueletos escavados encontrados vestindo uma camisa de cota de malha ou um casaco de placas para proteger o torso. Outros podem ter usado um gambeson acolchoado ou um gibão ou casaco de couro, embora estes não tenham sobrevivido à decomposição no solo após a batalha. Excepcionalmente, muitos dos Gutes parecem ter proteção mínima para a cabeça, com muitos vestindo apenas uma touca de malha, um solidéu de metal; no entanto, todos os capacetes podem ter sido retirados dos corpos após a batalha. Poucas armas foram descobertas, mas é provável que ambos os lados usassem escudos redondos e do tipo aquecedor, lanças, machados, podões, lanças e machados de vara. Para combate próximo, ambos os lados teriam espadas, machados leves, martelos de guerra e maças.

## Batalha

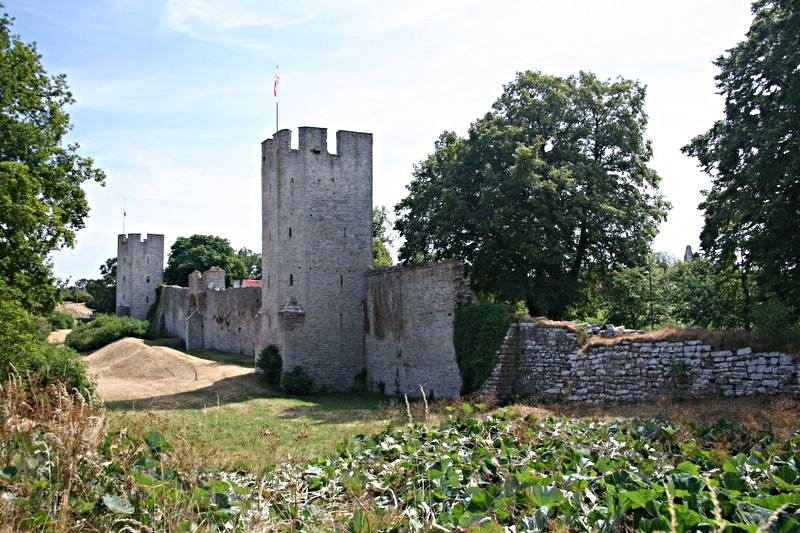
Imagem da muralha da cidade de Visby, perto do portão norte. A batalha principal foi travada a 300 metros das fortificações da cidade.

As tropas dinamarquesas avançaram para Visby. No primeiro dia da invasão, duas escaramuças menores foram travadas em terreno pantanoso entre pequenos fazendeiros e o exército. Cerca de 1.500 fazendeiros gotlandeses foram mortos após a batalha de Mästerby.
Em 27 de julho, um exército gute yeomen lutou contra os dinamarqueses fora dos muros da cidade e foi severamente espancado, com um número estimado de mortes de cerca de 1.800 yeomen e camponeses; as baixas dinamarquesas permanecem desconhecidas. Apenas alguns itens que podem ser relacionados a soldados dinamarqueses foram encontrados, incluindo uma bolsa e uma armadura ornamentada pertencente a um membro da Família Roorda da Frísia. As baixas podem ser comparadas com as que os franceses sofreram na Batalha de Poitiers em 1356 e seriam consideradas altas pelos padrões medievais.

## Consequências

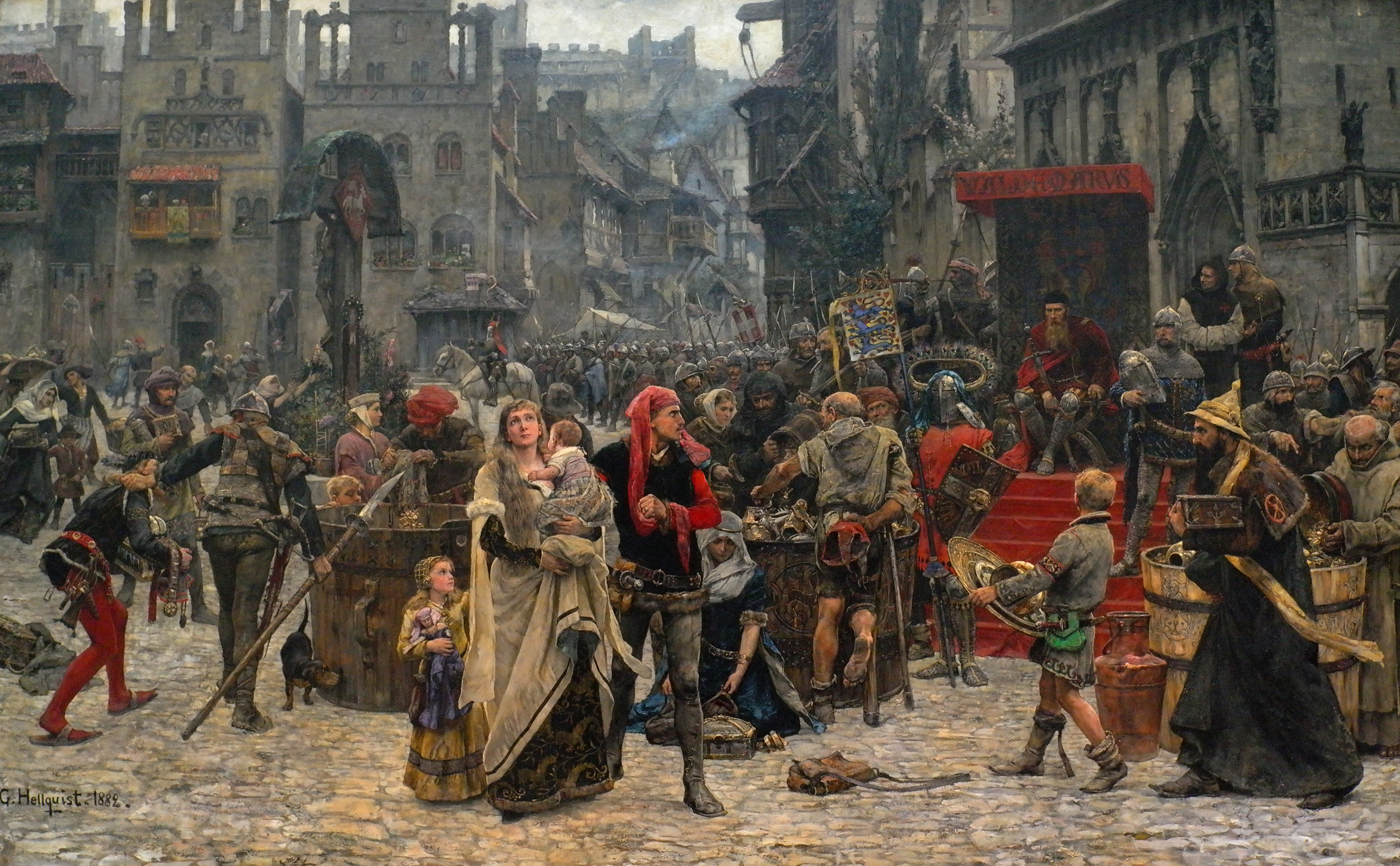
O resgate de Visby como Carl Gustaf Hellqvist imaginou.

Após a batalha devastadora, os cidadãos de Visby decidiram se render para evitar mais perdas. Para salvar a cidade de um saque, os habitantes pagaram uma grande quantia de sua riqueza ao rei Valdemar. Esta extorsão de contribuições tornou-se um evento lendário, embora não se possa confirmar se ocorreu e, se assim for, os detalhes completos ainda não estão claros. Apesar do pagamento, os dinamarqueses ainda saquearam várias igrejas e mosteiros da cidade.
O rei Valdemar nomeou xerifes para governar Visby e depois zarpou novamente. Levaria mais um ano até que ele adicionasse oficialmente "Rei de Gotlândia" aos seus muitos títulos. Quando Alberto Da Súecia, assumiu a coroa sueca, ele reivindicou Gotlândia como parte de seus domínios e manteve a ilha pelo menos até 1369; assim, a presença dinamarquesa lá não poderia ter sido forte, já que retornou rápida e facilmente à coroa sueca. A ilha seria disputada pela Casa de Mecklenburg e pela coroa dinamarquesa até 1376, quando Margarida I da Dinamarca (filha do falecido rei Valdemar) reivindicou oficialmente a ilha para a Dinamarca.
Em 1389, o rei Alberto foi derrotado em uma guerra civil, na qual a rainha Margaret apoiou os "rebeldes", e ele foi forçado a abdicar. No entanto, ele recebeu Gotlândia e sua "capital" Visby, onde permaneceu com uma organização "pirata" chamada Irmãos das Vitualhas. Não foi até 1408 que os últimos restos da casa de Mecklenburg e os piratas acima mencionados foram expulsos para sempre.

## Escavação Arqueológica

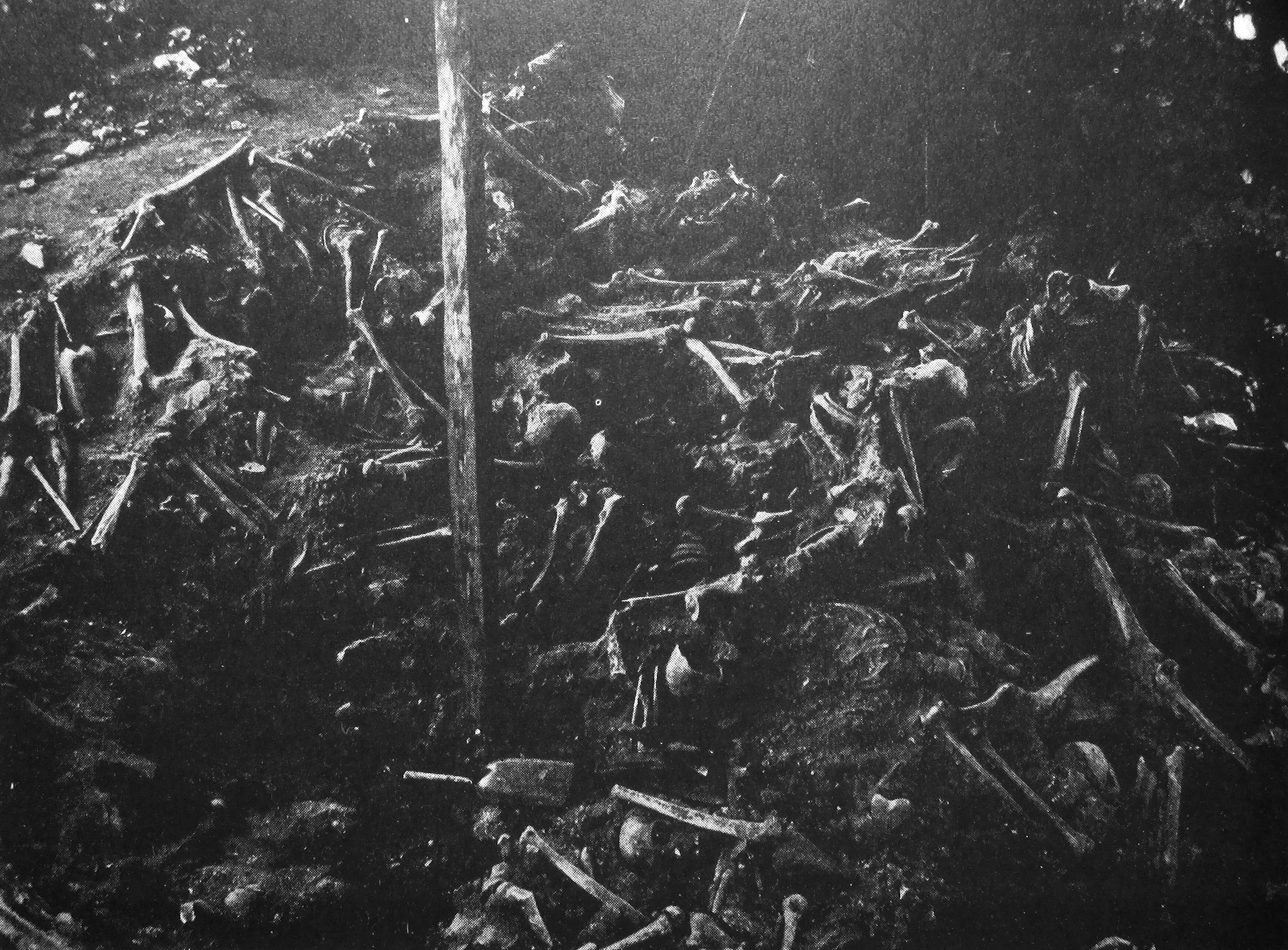
A vala comum em Korsbetningen durante a escavação de 1905.

As primeiras escavações arqueológicas foram feitas em 1905, lideradas por Oscar Wilhelm Wennersten e o mestre construtor Nils Pettersson no local hoje conhecido como Korsbetningen em Visby, onde foi encontrada a primeira vala comum da batalha. A escavação também revelou a localização da Abadia de Solberga. Mostrou que pelo menos um terço do exército gotlandês consistia em menores e idosos. Muitos dos defensores mortos foram, de forma incomum, enterrados em suas armaduras; de acordo com o historiador John Keegan "... o clima quente e seu grande número (cerca de 2.000 corpos foram desenterrados seiscentos anos depois) derrotaram os esforços dos vencedores para retirá-los antes que a decomposição começasse". O local da escavação "produziu uma das revelações mais temíveis de uma batalha medieval conhecida pelos arqueólogos".
Cinco valas comuns foram localizadas fora dos muros da cidade.

## Semana Medieval em Gotlândia

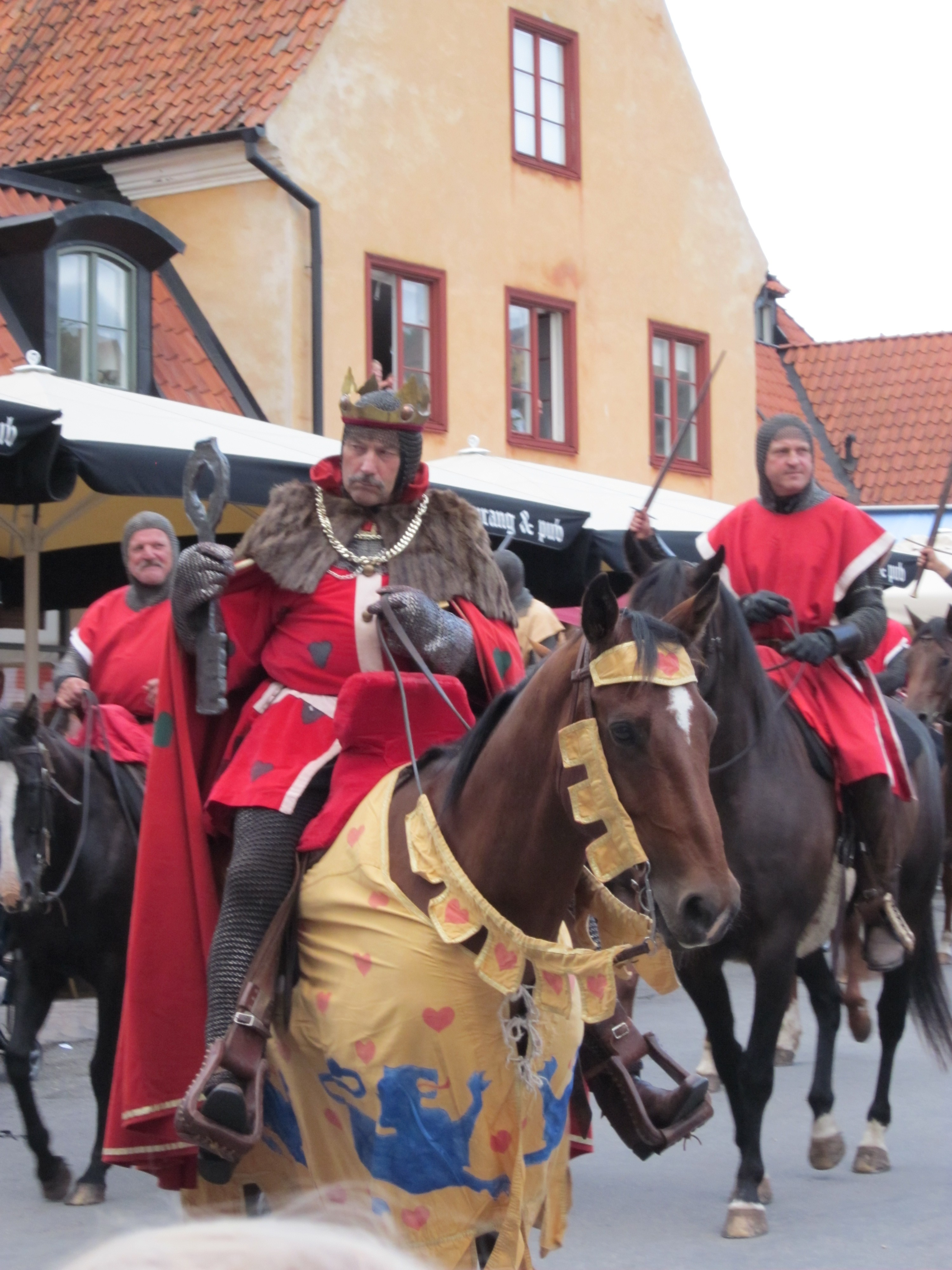
Reconstituição da entrada do Rei Valdemar em Visby

Todos os anos, durante a Semana Medieval em Gotland, uma encenação histórica da entrada do Rei Valdemar IV da Dinamarca e resgate de Visby é encenada no local histórico. Desde 2011, a própria Batalha de Visby é reencenada fora da muralha da cidade de Visby com participantes de sociedades históricas de vários países europeus e dos Estados Unidos.

## Ver  também
- Lista de ruínas da igreja em Gotland

## Leitura Adicional
- Thordeman, Bengt (1944). Invasion på Gotland 1361: dikt och verklighet (em sueco). Stockholm: Geber
- Thordeman, Bengt; Nörlund, Poul; Ingelmark, Bo E. (2001). Armour from the Battle of Wisby, 1361. [Union City, Calif.]: Chivalry Bookshelf. ISBN 1-891448-05-6
- Westholm, Gun (2007). Visby 1361: invasionen (em sueco). Stockholm: Prisma. ISBN 978-91-518-4568-5